# Hattert

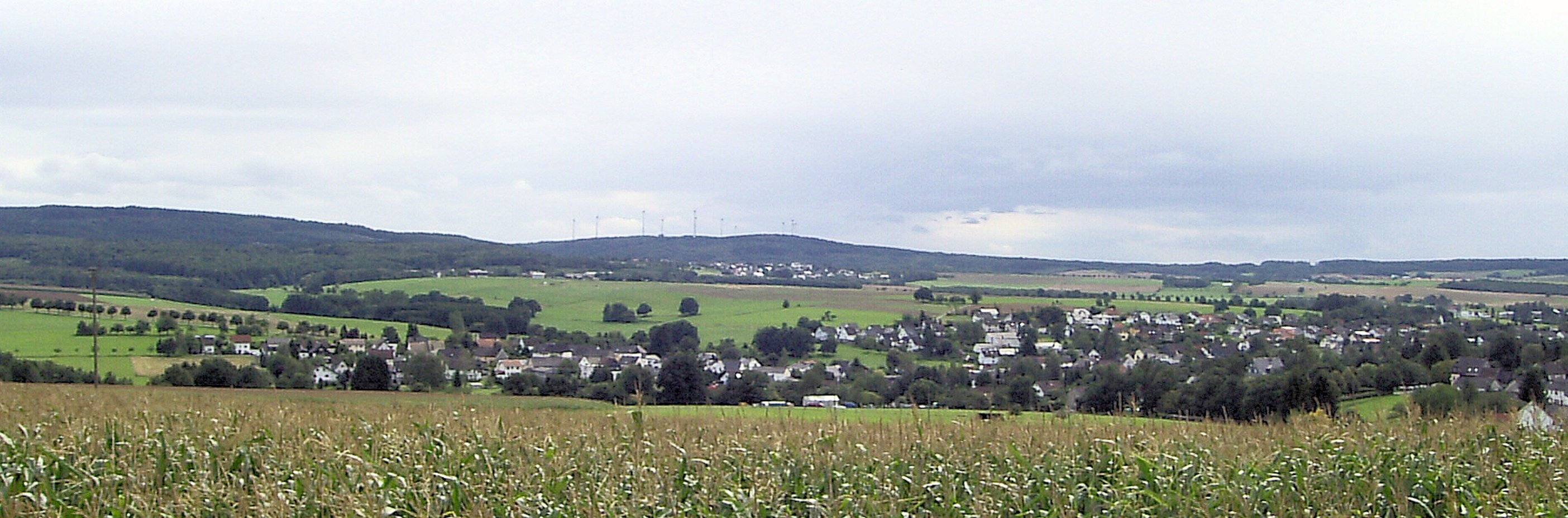
Blick auf den Ortsteil Oberhattert, von Nordosten aus

Hattert ist eine Ortsgemeinde im Westerwaldkreis in Rheinland-Pfalz. Sie ist einwohnermäßig die größte Ortsgemeinde innerhalb der Verbandsgemeinde Hachenburg.

## Geographie

### Geographische Lage
Hattert liegt zwischen Hachenburg und Altenkirchen, auf der sogenannten Altenkirchener Hochfläche (auch Altenkirchener Hochebene) im Vorderwesterwald. Die Hochmulde Hatterter Grund erstreckt sich auf eine Höhe von 265 m ü. NHN bis 349 m ü. NHN. Der in Gehlert entspringende Rothenbach fließt durch den Hatterter Grund; in Oberhattert wird er durch den Selbach und den Niederbach, in Niederhattert durch den Aggerbach vergrößert und mündet als Hatterter Bach zwischen Winkelbach und Hanwerth in die Wied. Am Rand des Hatterter Grundes verlaufen die Bundesstraßen 413 und 414, deren Schnittpunkt bei Hachenburg liegt.

### Gemeindegliederung
Ortsteile sind Ober-, Mittel- und Niederhattert sowie Laad und Hütte. Zu Oberhattert gehören auch die Wohnplätze Bahnhof Hattert und Eichhof, zu Mittelhattert der Wohnplatz Sophienthal.

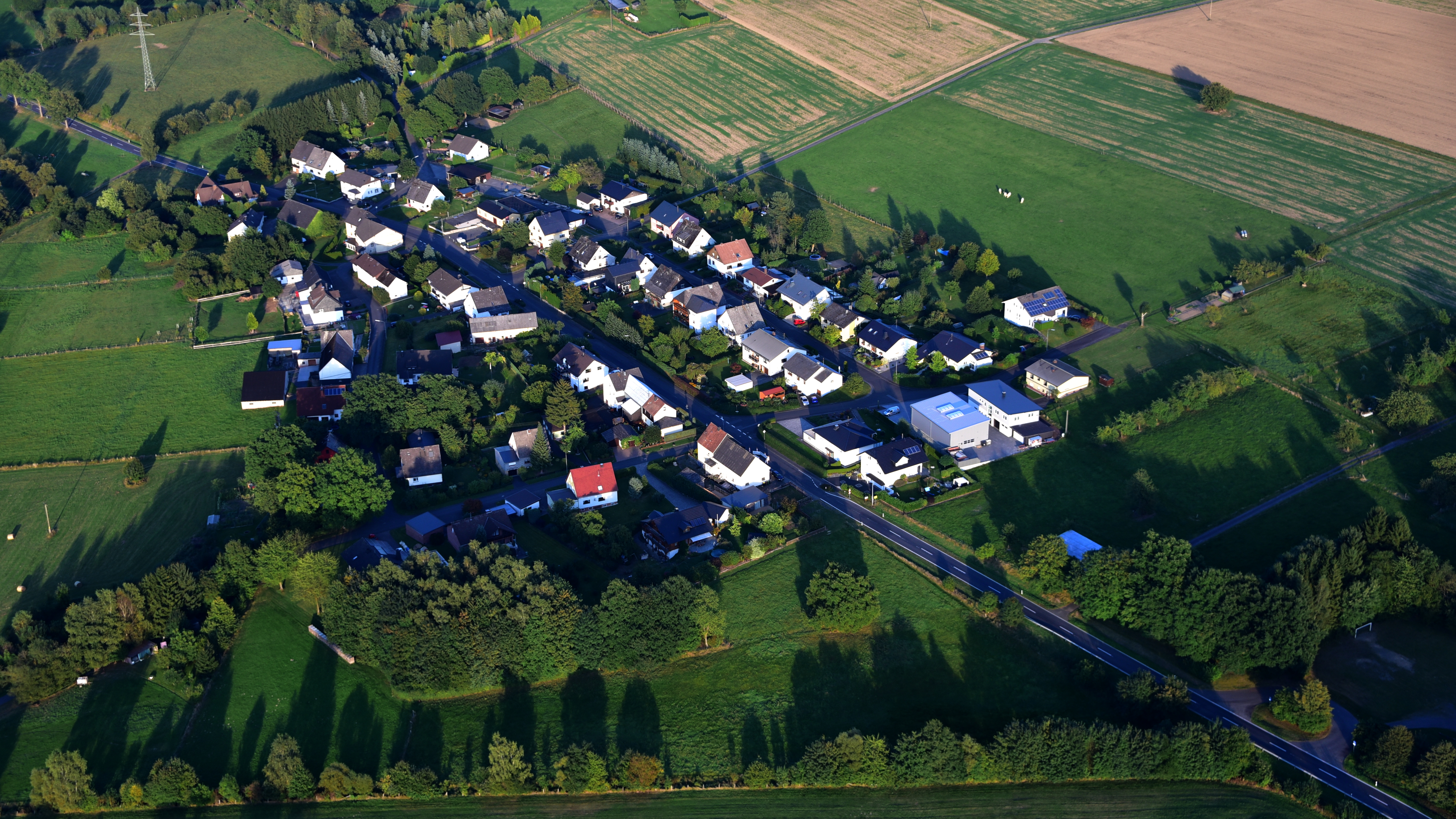
Laad, Luftaufnahme (2016)

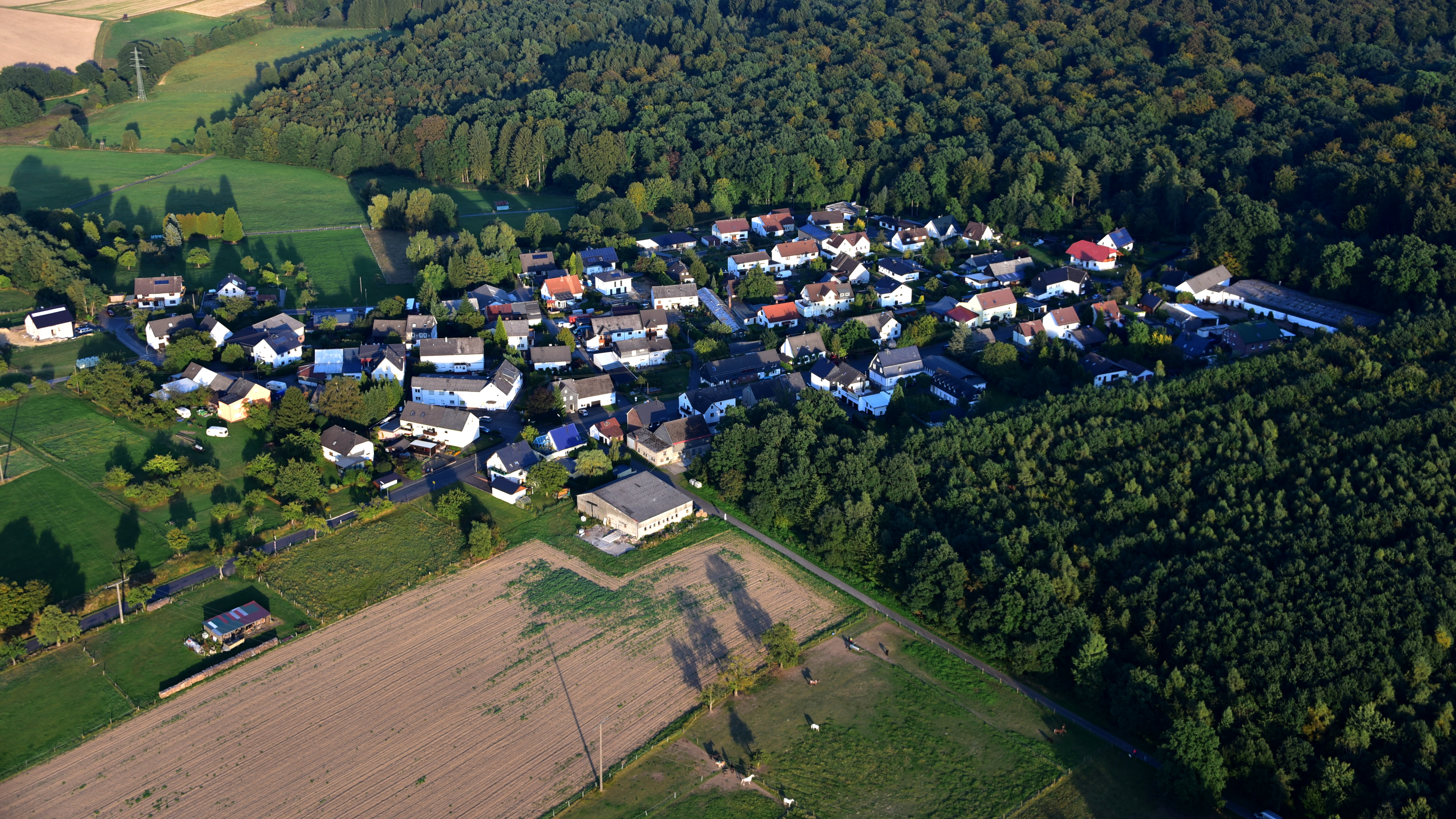
Hütte, Luftaufnahme (2016)

## Geschichte

### Entstehung
Anhand der historischen Ortsnamen Hatterts wird angenommen, dass der Ort als Siedlung bereits im 11. Jahrhundert bestand. Es wird davon ausgegangen, dass aus einer fränkischen Einzelhofsiedlung die Siedlung Hattenrode entstand. Dieser Teil von Hattert trug später die Flurbezeichnung Auf dem Frankenhof und noch heute wird er von den Einwohnern so genannt. Ab 1180 steht der Hatterter Grund unter der Herrschaft des Grafen von Sayn. Die erste urkundliche Erwähnung des Ortes ist auf den 13. Dezember 1373 datiert (das Originaldokument befindet sich unter der Archivsignatur Abt. 74, Nr. 484 im Hessischen Hauptstaatsarchiv in Wiesbaden). Wie bei den meisten umliegenden Ortschaften lässt der Name bzw. dessen historische Vorgänger auf eine Rodungssiedlung schließen, für die Waldstücke abgeholzt wurden.
Im Hatterter Grund entstanden die Orte Niederhattert, Mittelhattert, Oberhattert, Laad und Hütte. Der Hatterter Grund gehörte zu den Kirchspielen Kroppach und Altstadt (letzteres heute Teil von Hachenburg), deren Grenzen der Rothenbach darstellte. So wurden die einzelnen Orte teils Kroppach, teils Altstadt zugeordnet.
Die niederadlige Familie Nail von Hattenrode (auch Nayl oder Nayll) wird erstmals 1393 erwähnt. Zu ihrem Hof gehörte 1427 die Mühle im Hatterter Grund. Der letzte Vertreter dieses Geschlechts, Wilhelm von Hattenrode, starb etwa 1523, worauf wechselnde Besitzverhältnisse des Hofs Hatteroth (später Hof Sophiental) folgten. Die von Hattert treten mehrmals als Schöffen und Schultheiße in Hachenburg auf und waren insbesondere von Kurtrier belehnt. Wichtigste Besitzungen waren Burglehen in Hartenfels und Montabaur. Streubesitz befand sich in Hachenburg, Weidenhahn, Salz und Wissen.
Grundherren über das ganze Gebiet waren die Grafen von Sayn. Nach der Einführung der Reformation in der Grafschaft Sayn wurden die Einwohner lutherisch und später reformiert. Nach der Landesteilung der Grafschaft Sayn im 17. Jahrhundert gehörte der Hatterter Grund zur Grafschaft Sayn-Hachenburg bis 1799 Sayn-Hachenburg an Nassau-Weilburg kam, das 1806 im Herzogtum Nassau aufging.
1817 erfolgte der Zusammenschluss von Niederhattert und Laad zu einer Gemeinde, gleiches erfuhren Mittelhattert und Hütte. Letztere wurden 1818 durch Aufnahme der Gemarkung Hof Sophiental weiter vergrößert. 1866 wurde das Herzogtum Nassau als Folge des Deutschen Krieges von Preußen annektiert. So wurden die Ortschaften im Hatterter Grund ab 1867 dem Oberwesterwaldkreis mit Verwaltungssitz in Marienberg zugeordnet.
Ab 1946 gehörten die Ortschaften zu Rheinland-Pfalz, Regierungsbezirk Montabaur, zwischen 1968 und 2000 dann zum Regierungsbezirk Koblenz. Am 7. Juni 1969 wurde aus den bis dahin selbständigen Gemeinden Niederhattert mit Laad (damals 375 Einwohner), Mittelhattert mit Hütte (439) sowie Oberhattert (793) die Gemeinde Hattert neu gebildet und stellt seitdem die einwohnermäßig größte Ortsgemeinde innerhalb der Verbandsgemeinde Hachenburg dar.

### Eisenbahn

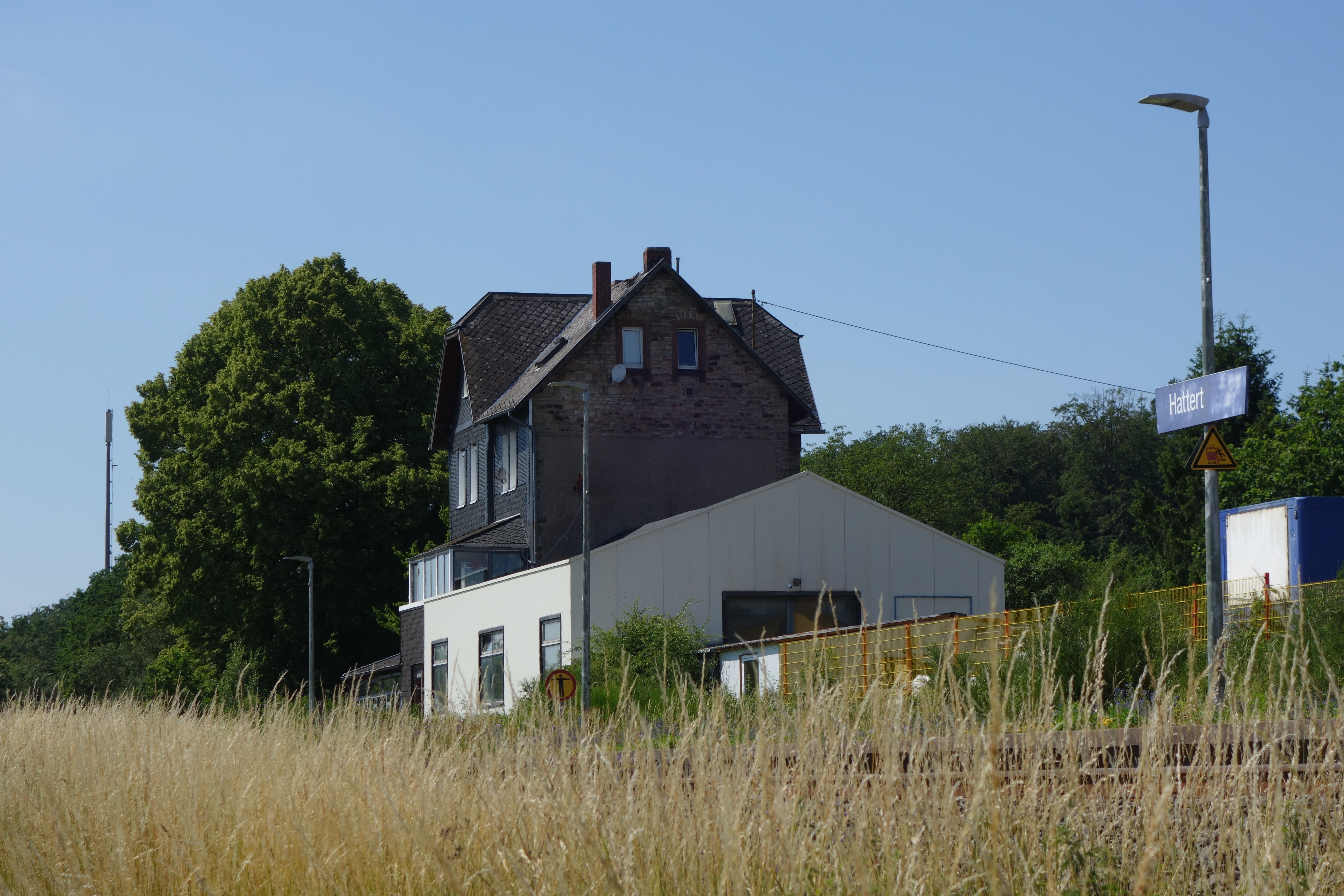
Ehemaliges Bahnhofsgebäude

Am 1. April 1885 wurde das Teilstück Altenkirchen-Hachenburg der sog. Oberwesterwaldbahn eröffnet, mit einem Bahnhof in Hattert, dessen Bauzeit allerdings nicht mehr genau datiert werden kann. Erste Pläne für eine solche Eisenbahnlinie gab es bereits 1842, das letzte Teilstück Altenkirchen–Au/Sieg wurde am 1. Mai 1887 freigegeben. Ab 1. August 1901 verband eine Schmalspurbahn die Orte Hachenburg und Selters (Westerwald) (Kleinbahn-AG Selters-Hachenburg). Der Streckenverlauf führte direkt durch den Hatterter Grund und Niederhattert sowie Oberhattert verfügten über eine Haltestelle. 1950 begann die Demontage der Schmalspurbahn; heute ist nur noch an wenigen Stellen in Hattert der Streckenverlauf sichtbar. Der ehemalige Bahnhof der Oberwesterwaldbahn ist heute eine Bedarfshaltestelle, das dazugehörige Gebäude befindet sich in privatem Besitz.

### Schulen

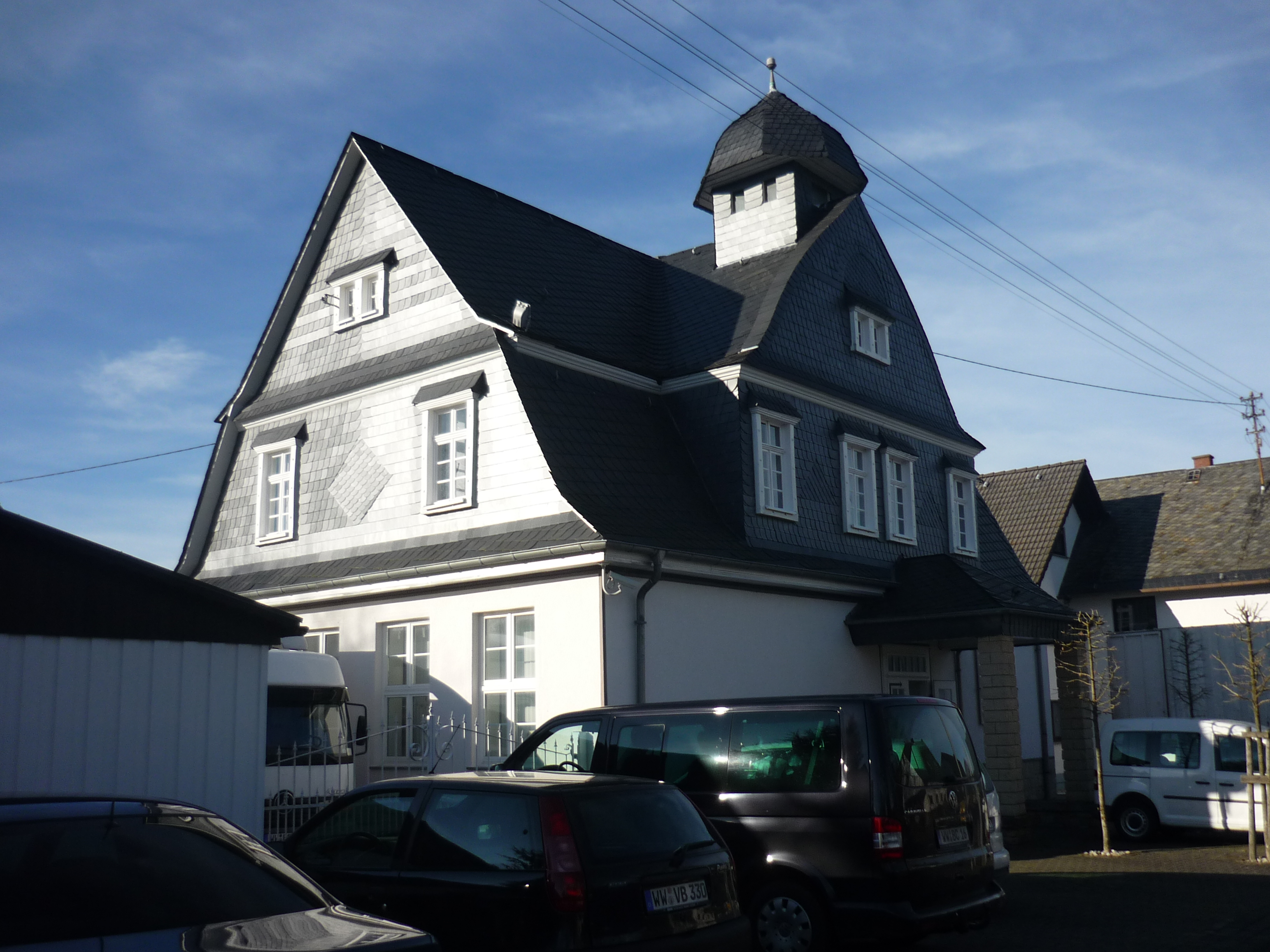
Alte Schule in Hattert, Ortsteil Hütte

1820 entstehen in Oberhattert und Niederhattert je ein Schulgebäude. Mit der nicht mehr genau datierbaren Schule in Hütte gab es so insgesamt drei Schulgebäude im Hatterter Grund. Die Oberhatterter Schule war auch nach umfassenden Reparaturen bereits 1887 für untauglich befunden worden, aber ein Neu- oder Umbau konnte aus Geldmangel und wegen Meinungsverschiedenheiten der Verantwortlichen nicht durchgeführt werden. Erst am 3. Oktober 1911 wurde ein neues Schulgebäude in Oberhattert fertiggestellt und das vorherige  abgerissen. In den 1960er Jahren wurde der Schulbetrieb in Hattert ganz eingestellt. Die Schüler verteilen sich bis heute auf die Grundschule in Müschenbach, die Haupt- und die Realschule in Hachenburg (heute Duale Oberschule bzw. Realschule plus), sowie das Private Gymnasium Marienstatt.

### Kirche

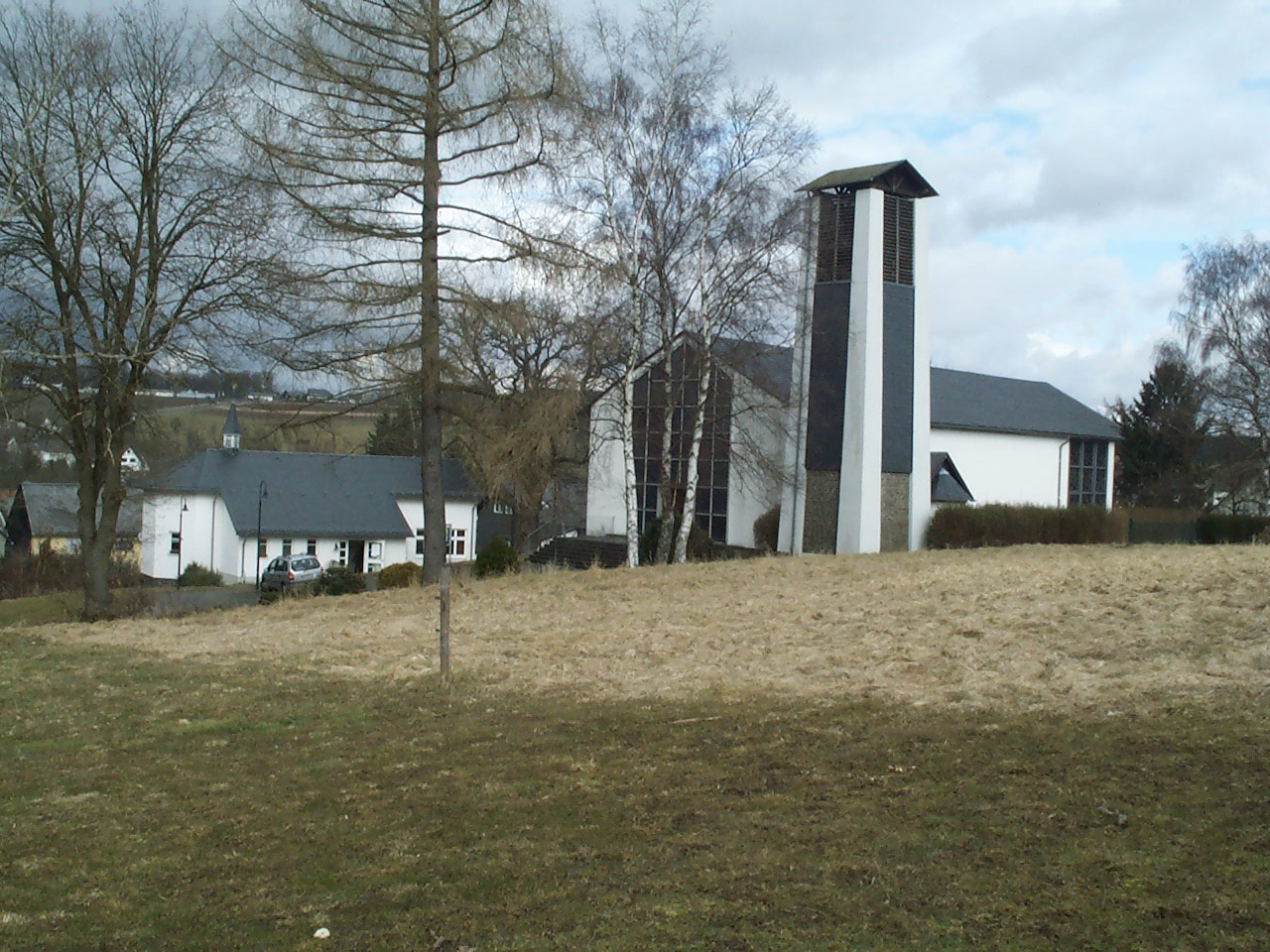
Das Kirchengebäude mit der Kapelle. Über dem Glockenturm der Kapelle ist im Hintergrund der Bahnhof zu erkennen.

1940 wurde eine katholische Filialkirche in Oberhattert gebaut, welche 1948 zur Kapelle erweitert und nach einem Brand 1996 neu aufgebaut wurde. 1957 kam die Pfarrkirche Maria Königin auf gleichem Grundstück hinzu, sowie die Pfarrstelle Hattert-Merkelbach.
Am 1. Januar 2007 wurden die Kirchengemeinden Hachenburg und Hattert-Merkelbach zusammengelegt zur Pfarrgemeinde St. Marien Hachenburg-Hattert. Pfarrkirche ist seitdem Maria Himmelfahrt in Hachenburg und Maria Königin in Hattert Filialkirche.

### Bevölkerungsentwicklung
Die Entwicklung der Einwohnerzahl von Hattert bezogen auf das heutige Gemeindegebiet; die Werte von 1871 bis 1987 beruhen auf Volkszählungen:
| Jahr | Einwohner |
| ---- | --------- |
| 1815 | 663       |
| 1835 | 758       |
| 1871 | 794       |
| 1905 | 952       |
| 1939 | 1.206     |
| 1950 | 1.314     |
| 1961 | 1.406     |

| Jahr | Einwohner |
| ---- | --------- |
| 1970 | 1.626     |
| 1987 | 1.637     |
| 1993 | 1.749     |
| 1999 | 1.784     |
| 2005 | 1.719     |
| 2011 | 1.738     |
| 2017 | 1.734     |

### Oberhattert
Der Ort wurde erstmals im Jahr 1568 erwähnt. Für 1687 ist erstmals eine Lohmühle nachgewiesen, die zumindest bis 1755 bestand. 1695 wird eine Ölmühle erstmals genannt, die mindestens bis 1832 in Betrieb war. 1579 hatte der Ort fünf Häuser, 1653 acht Häuser, 1714 21 Mann und 1760 110 Einwohner.

## Politik

### Bürgermeister
Peter Enders (SPD) wurde am 25. September 2023 Ortsbürgermeister von Hattert. Bei der Direktwahl am 17. September 2023 war der bisherige Erste Beigeordnete mit einem Stimmenanteil von 90,7 % gewählt worden.
Er wurde im Juni 2024 wiedergewählt.
Enders Vorgänger Christoph Hoopmann (CDU) hatte das Amt im Sommer 2019 übernommen. Bei der Direktwahl am 26. Mai 2019 war er mit einem Stimmenanteil von 58,19 % für fünf Jahre gewählt worden. Im Juni 2023 kündigte er jedoch an, sein Ehrenamt aus persönlichen Gründen vorzeitig mit Ablauf des 15. September 2023 niederzulegen, wodurch eine Neuwahl erforderlich wurde. Hoopmanns Vorgänger Horst Johanntokrax (SPD), seit 2014 im Amt, war 2019 wegen einer Erkrankung nicht erneut angetreten. Übergangsweise hatte der damalige Erste Beigeordnete Markus Wolf (FWG) die Amtsgeschäfte bis zur Kommunalwahl ausgeübt. Von 1999 bis 2014 war Heribert Hommel (FWG) Ortsbürgermeister von Hattert.

### Wappen
| Wappen von Hattert | Blasonierung: „Gespalten von Gold und Rot, vorn drei blaue Nägel, hinten ein goldener blaubewehrter rotgezungter herschauender Löwe.“ |
| Wappen von Hattert | Wappenbegründung: Das Wappen nimmt Bezug auf das Familienwappen der niederadeligen Familie Nayl. Deren Angehörige trugen den Titel Denß Monhard Nayl von Hatterode (siehe Geschichte). Die Nägel weisen auf den Namen Nayl hin. Der Löwe steht für die territoriale Zugehörigkeit zur Grafschaft Sayn und zur Grafschaft Sayn-Hachenburg. |

## Verkehr

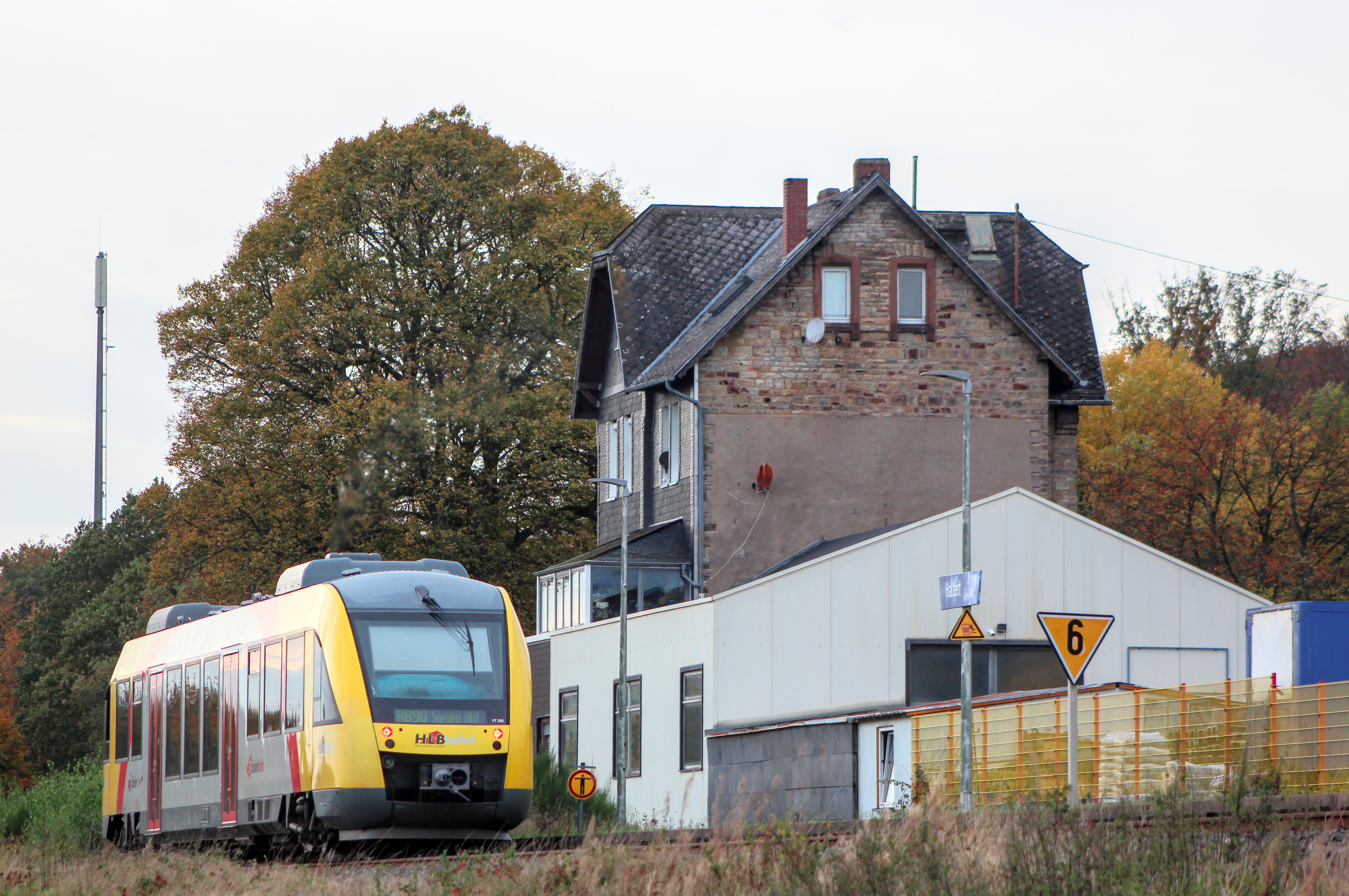
Haltepunkt Hattert mit eingefahrener RB 90

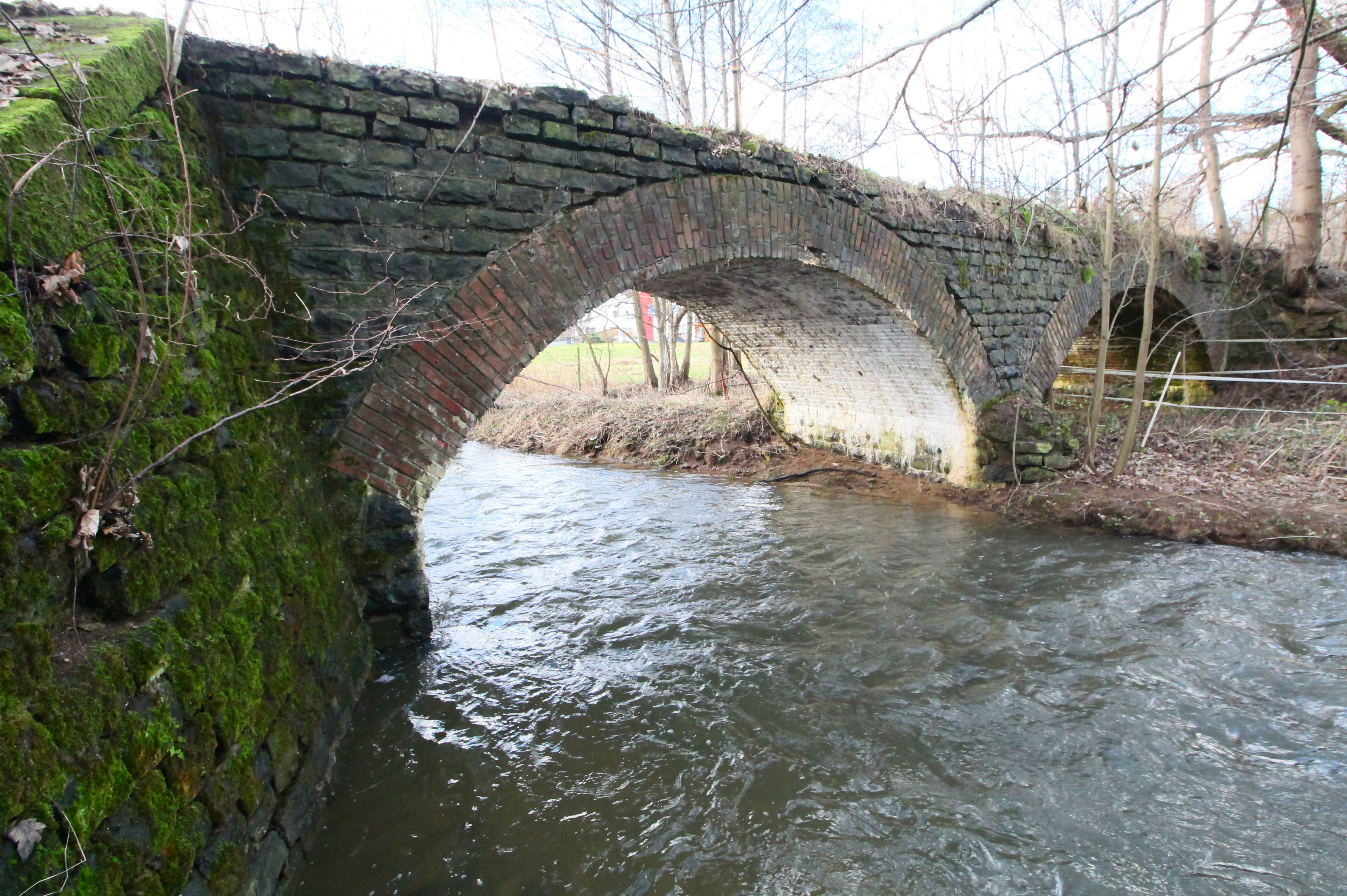
Die Kleinbahn Selters-Hachenburg verlief in Hattert auf dem Rothenbach-Viakukt

Der Bahnhaltepunkt Hattert an der Bahnstrecke Limburg–Altenkirchen wird durch die Regionalzüge der Linie RB 90 (Westerwald-Sieg-Bahn) der Hessischen Landesbahn (HLB) nach dem Rheinland-Pfalz-Takt bedient.
Es gab zudem zwei Stationen an der Kleinbahn Selters-Hachenburg, Oberhattert und Niederhattert.
Am Bahnhof Au (Sieg) besteht Anschluss an die Züge in Richtung Köln, Aachen und Siegburg/Bonn.
Am Bahnhof Limburg (Lahn) besteht Anschluss an Regionalzüge in Richtung Frankfurt am Main, Wiesbaden, Gießen/Fulda, Koblenz sowie Montabaur/Siershahn.
Hattert liegt nahe dem Marienwanderweg von der Abtei Marienstatt bei Hattert nach Marienthal.

## Persönlichkeiten
- Thomas Denter (1936–2023), Zisterzienserabt von Marienstatt, Träger des Bundesverdienstkreuzes am Bande (1996) sowie des Verdienstordens des Landes Rheinland-Pfalz (2008)